# Vernonia galamensis
Espèce
Classification phylogénétique
Vernonia galamensis est une espèce de plantes à graines oléagineuses de la famille des Asteraceae. C'est une espèce africaine.

## Utilisation en pétrochimie
Vernonia galamensis est une plante considérée depuis longtemps par les fermiers éthiopiens comme nuisible pour les cultures. Elle a néanmoins un potentiel considérable comme substitut du pétrole. Ses graines noires brillantes, une fois pressées, produisent une huile riche en acide vernolique, un acide gras naturellement époxydé. C'est une aubaine pour la production des époxys, qui n'ont longtemps été dérivés que de produits pétroliers.